# Élections générales albertaines de 1940

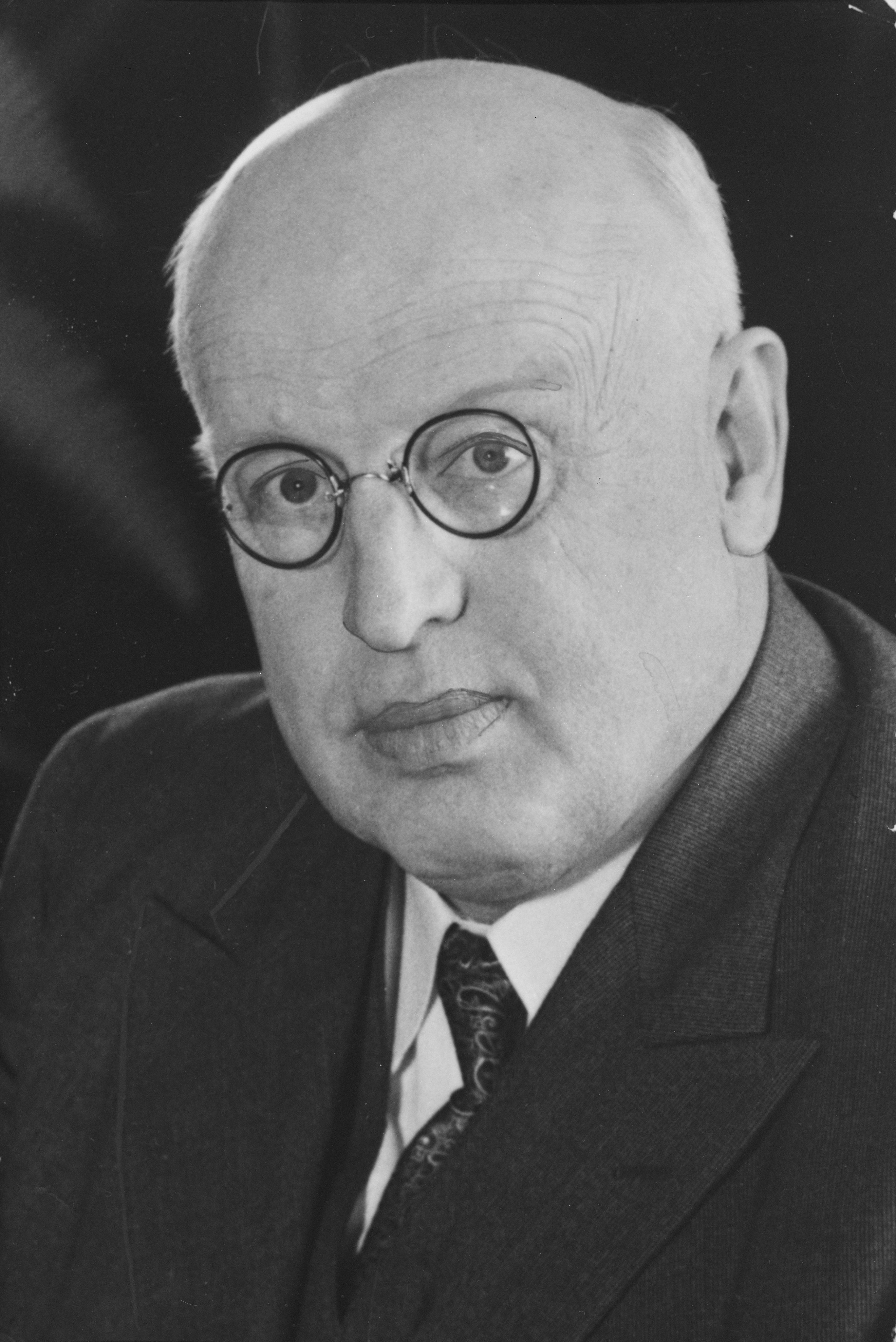
William Aberhart (leader du Crédit social) en 1937.

L'élection générale albertaine de 1940 eut lieu le 21 mars 1940 afin d'élire les députés de l'Assemblée législative de l'Alberta.

## Résultats
| Parti                      | Parti                     | Chef                      | Nombre de candidats | Sièges | Sièges | Sièges  | Voix    | Voix    | Voix    |
| -------------------------- | ------------------------- | ------------------------- | ------------------- | ------ | ------ | ------- | ------- | ------- | ------- |
| Parti                      | Parti                     | Chef                      | Nombre de candidats | 1935   | Élus   | % Diff. | Nombre  | %       | % Diff. |
|                            | Crédit social             |                           | 56                  | 56     | 36     |         | 132 507 | 42,90 % |         |
|                            | Indépendant               | Indépendant               | 59                  | -      | 19     |         | 131 172 | 42,47 % |         |
|                            | Travailliste              |                           | 2                   | -      | 1      |         | 3 258   | 1,05 %  |         |
|                            | Libéral                   |                           | 2                   | 5      | 1      |         | 2 755   | 0,89 %  |         |
|                            | Commonwealth coopératif   |                           | 36                  | *      | -      | *       | 34 316  | 11,11 % | *       |
|                            | Progressiste indépendant  | Progressiste indépendant  | 4                   | *      | -      | *       | 1 726   | 0,56 %  | *       |
|                            | Libéral indépendant       | Libéral indépendant       | 1                   | -      | -      | -       | 1 136   | 0,37 %  |         |
|                            | Communiste                |                           | 1                   | -      | -      |         | 1 067   | 0,35 %  |         |
|                            | Crédit social indépendant | Crédit social indépendant | 1                   | *      | -      | *       | 362     | 0,12 %  | *       |
|                            | Farmer indépendant        | Farmer indépendant        | 2                   | *      | -      | *       | 314     | 0,10 %  | *       |
|                            | Travailliste indépendant  | Travailliste indépendant  | 1                   | -      | -      |         | 251     | 0,08 %  |         |
| Total                      | Total                     | Total                     | 165                 | 63     | 57     |         | 308 864 | 100 %   |         |
| Source : Elections Alberta |                           |                           |                     |        |        |         |         |         |         |

Notes :
* N'a pas présenté de candidats lors de l'élection précédente